# Laihunit
Laihunit ist ein sehr selten vorkommendes Mineral aus der Mineralklasse der „Silicate und Germanate“. Es kristallisiert im monoklinen Kristallsystem mit der chemischen Zusammensetzung Fe2+Fe23+(SiO4)2  und entwickelt nur kleine, undurchsichtige Kristalle im Millimeterbereich mit dicktafeligem bis kurzprismatischem Habitus und dunkelbrauner bis schwarzer, metallisch glänzender Farbe.

## Etymologie und Geschichte
Erstmals gefunden wurde Laihunit 1976 in der Eisen-Lagerstätte bei Laihe bei Anshan (Liaoning) in China und beschrieben durch die „Laihunite Research Group“ von der Guiyang Institute of Geochemistry, die das Mineral nach diesem Fundort auch benannte.

## Klassifikation
In der alten (8. Auflage) und neuen Systematik der Minerale nach Strunz (9. Auflage) gehört der Laihunit zur Abteilung der „Inselsilikate (Nesosilikate)“ und dort zur Olivingruppe, gebildet aus den Mineralen Fayalit, Forsterit, Laihunit, Liebenbergit und Tephroit.
Die überarbeitete 9. Auflage der Strunz'schen Mineralsystematik unterteilt diese Abteilung allerdings präziser nach An- oder Abwesenheit weiterer Anionen und der Koordination der beteiligten Kationen. Der Laihunit steht entsprechend in der Unterabteilung der „Inselsilikate ohne weitere Anionen; mit Kationen in oktahedraler [6] Koordination“ und ist dort immer noch Mitglied der Olivingruppe, die allerdings um die Minerale Glaukochroit und Kirschsteinit erweitert wurde.
Die im englischen Sprachraum gebräuchliche Systematik der Minerale nach Dana ordnet den Laihunit ähnlich wie die neue Strunz'sche Mineralsystematik in die Abteilung der „Inselsilikate: SiO4-Gruppen mit allen Kationen nur in oktahedraler [6]-Koordination“. Die dort ebenfalls anzutreffende Olivingruppe besteht wie in der alten Strunz'schen Systematik aus den Mitgliedern Fayalit, Forsterit, Laihunit, Liebenbergit und Tephroit, allerdings erweitert um den Olivin, für den die Anerkennung durch die IMA/CNMNC noch fehlt.

## Kristallstruktur
Laihunit kristallisiert monoklin in der Raumgruppe P21/b (Raumgruppen-Nr. 14, Stellung 4) mit den Gitterparametern a = 4,805 Å; b = 10,189 Å; c = 17,403 Å; α = 91,0°; β und γ = 90° sowie 12 Formeleinheiten pro Elementarzelle.

## Eigenschaften
Laihunit zeigt leichte magnetische und elektromagnetische Eigenschaften.

## Bildung und Fundorte
Laihunit ist ein Sekundärmineral und bildet sich durch Oxidation aus Fayalit in präkambrischen, metamorphen Eisenlagerstätten. Es tritt dort meist in Paragenese mit Augit, Quarz, Hypersthenen, Magnetit und Plagioklas.
Außer an seiner Typlokalität Laihe in China konnte Laihunit bisher noch an neun weiteren Fundorten nachgewiesen werden (Stand: 2009): Bei Charbonnières-les-Varennes im französischen Département Puy-de-Dôme; am Ettringer Bellerberg bei Ettringen (Eifel) in Deutschland; bei Atami (Shizuoka) und Yugawara (Kanagawa) auf der japanischen Insel Honshū; sowie im Crystal Cove State Park, am Cheyenne Mountain und am North Sister Mountain in den USA.